# Bertram von Nesselrode

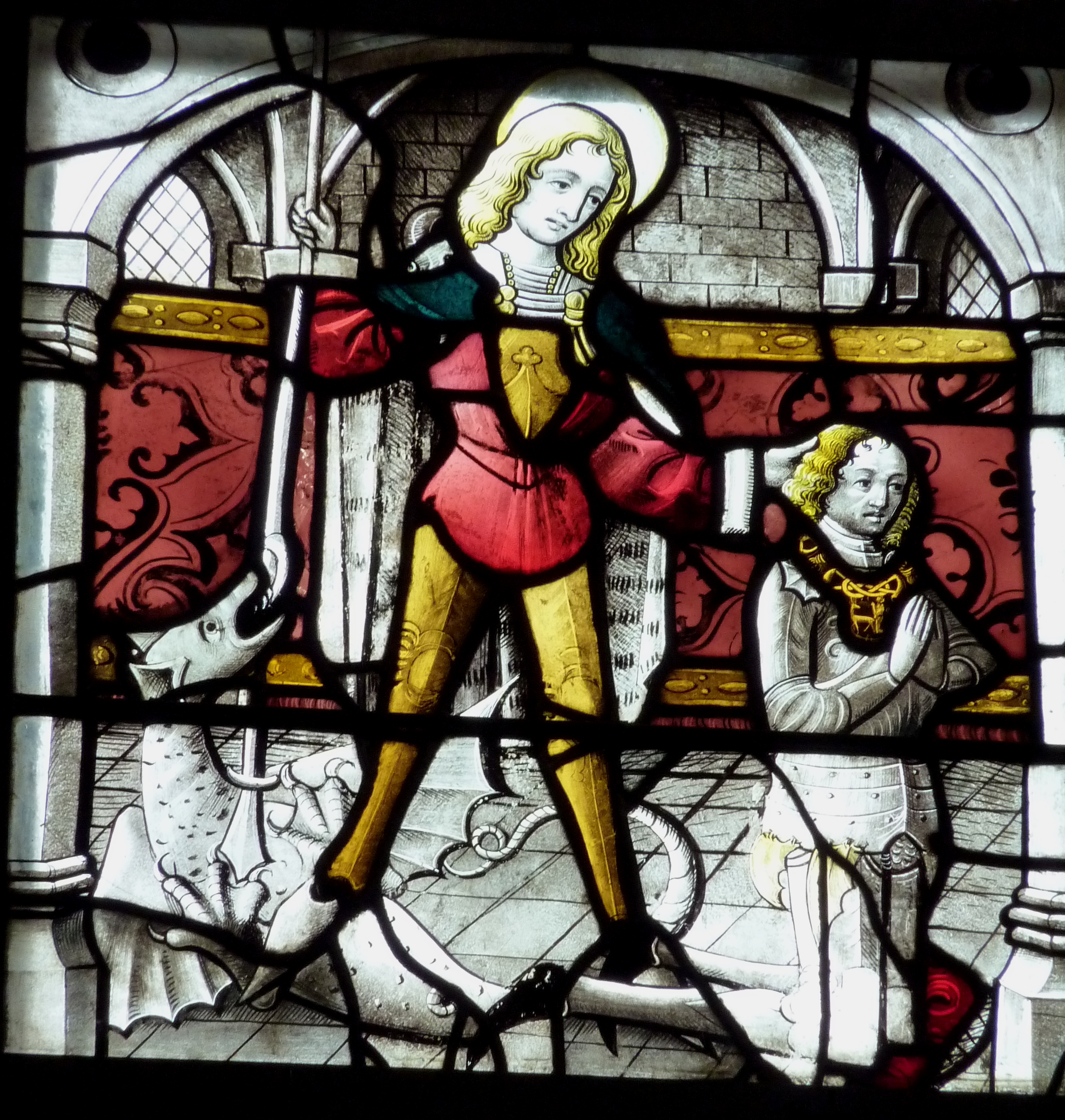
Der kniende Stifter Bertram von Nesselrode auf einem Chorfenster in der ehemaligen Klosterkirche Heilige Dreifaltigkeit in Ehrenstein

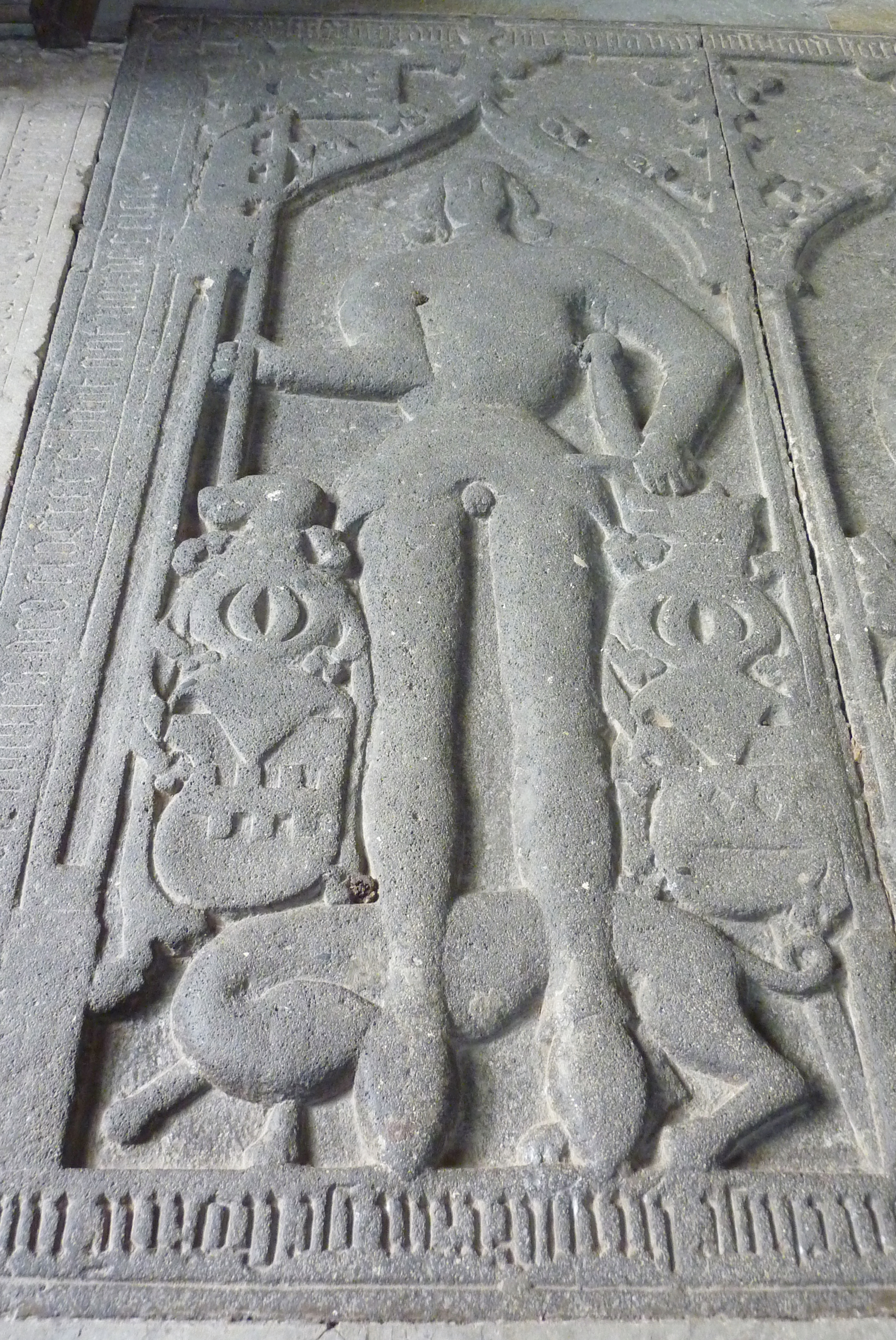
Grabplatte für Bertram von Nesselrode in der ehemaligen Klosterkirche Heilige Dreifaltigkeit in Ehrenstein

Bertram von Nesselrode (* circa 1435; † 1510) war Erbmarschall des Herzogtums Berg sowie Amtmann von Blankenburg.
Er stammte aus dem Geschlecht der Nesselrode, sein Vater war Wilhelm von Nesselrode († 1474).  
Bertram von Nesselrode, der die Burg Ehrenstein erbte, war mit seiner Frau Margarethe von Burscheid († 1501), Tochter des jülichschen Erbhofmeisters Dietrich von Burscheid, Stifter des Klosters Ehrenstein.